# يوزف مولر
يوزف مولر Joseph Müller 1894 – 1944 قس ألماني ومنتقد للنظام النازي. ولد في قرية زالمونستر في ولاية هيسن.
ألقي القبض عليه بعد أن تفوه بنكتة سياسية تنتقد الأوضاع في ألمانيا هتلر، وحكم عليه بالإعدام في محكمة الشعب Volksgerichtshof في برلين. وأعدم بالمقصلة في سجن غوردن براندنبورغ. ووفقا لوثائقي في عام 2007 بعنوان «الضحك مع هتلر»، فإن النكتة التي دفع حياته ثمنها هذا القس، كانت أن جنديا ألمانيا يسأل وهو في فراش الموت عن الناس الذين ضحى بحياته من أجلهم.
وفي لحظة الإعدام قام الجنود المكلفين بإعدامه بوضع صورة هتلر الفوهرر على أحد جانبي وجهه، وصورة هيرمان غورينغ على الجانب الآخر. فقال القس: «الآن يمكنني الموت مثل يسوع المسيح وبين اثنين من المجرمين».
وفي كل عام حين تحين ذكرى إعدامه، يتم قرع الأجراس في الكنيسة التي كان يعظ بها، في قرية غروس دونغن.